# كارستن بون
كارستن بون (بالألمانية: Carsten Bohn)‏ هو مؤلف موسيقى تصويرية وملحن ألماني، ولد في 18 أغسطس 1948 في هامبورغ في ألمانيا.

## وصلات خارجية
- الموقع الرسمي
- كارستن بون على موقع IMDb (الإنجليزية)
- كارستن بون على موقع ميوزك برينز (الإنجليزية)
- كارستن بون على موقع أول ميوزيك (الإنجليزية)
- كارستن بون على موقع ديسكوغز (الإنجليزية)
- كارستن بون على موقع قاعدة بيانات الفيلم (الإنجليزية)